# Jean-Baptiste-Michel Dupréel

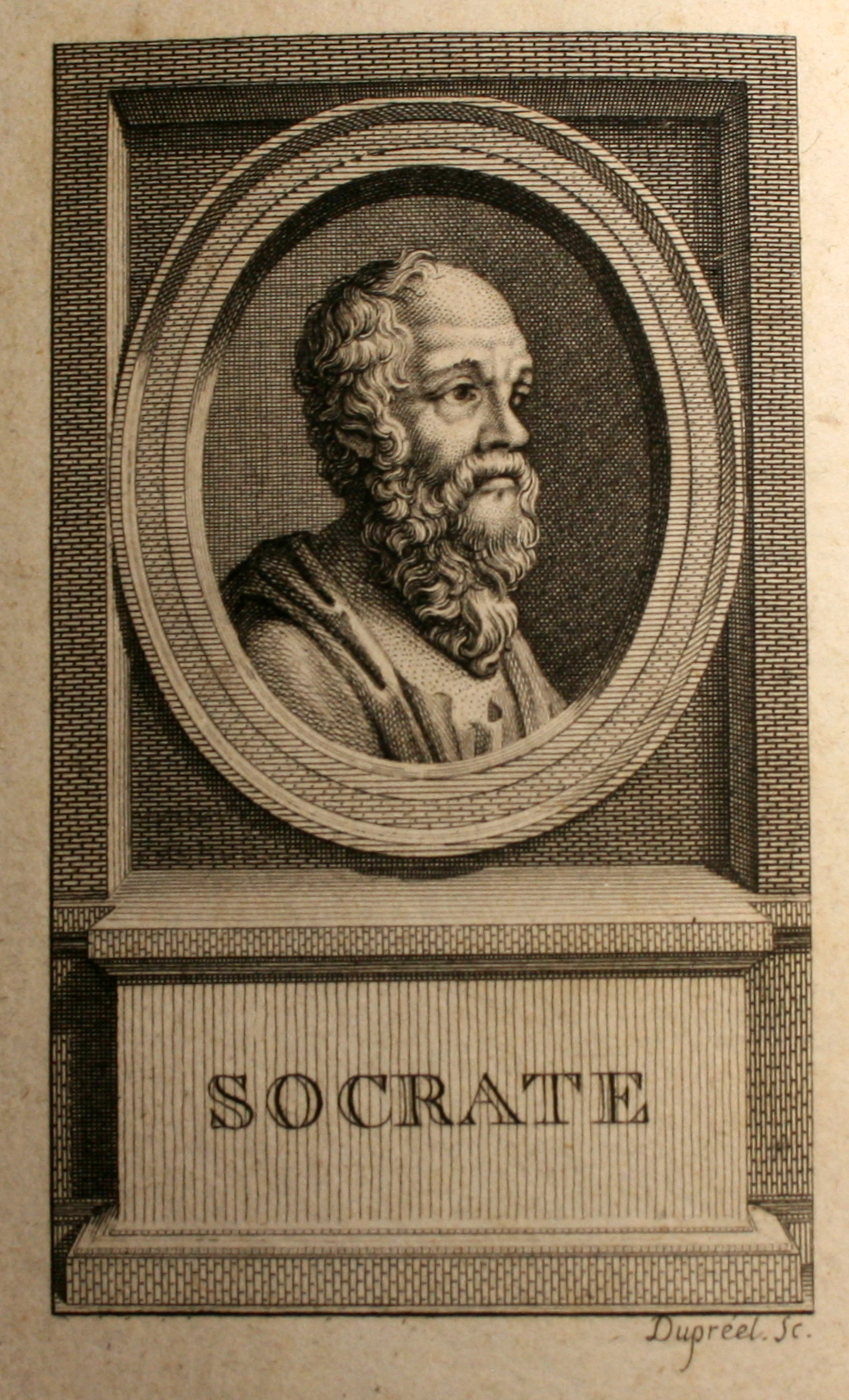
Sócrates. Grabado de Dupréel para el Abrégé de la vie des plus illustres philosophes de l'antiquité, de Fénelon, Avallon, 1825

Jean-Baptiste-Michel Dupréel (c. 1757-c. 1828) fue un grabador y comerciante de estampas francés activo en París, con cierta especialización en la ilustración de escenas de batalla y sucesos históricos relacionados con la Revolución francesa.
Discípulo de Antoine-Jean Duclos y Nicolas de Launay,
firmó con frecuencia como grabador encargado de terminar a buril las planchas abiertas al aguafuerte por otros artistas, entre ellos Jean Duplessi-Bertaux y Alexis Chataignier, con quienes colaboró en series de grabados de reproducción de pinturas de museos franceses, como la Kermesse flamenca de Rubens, en colaboración con Duplessi-Bertaux, o El herrador, a partir de un cuadro de Philips Wouwerman de la galería Napoleón, y Charlatanes y animales sabios según Karel Dujardin, para la serie Musee Royal, ambos a partir de aguafuertes de Chatagnier, o en ilustraciones de sucesos de la historia de Francia más reciente, como el asesinato de los plenipotenciarios franceses en Rastatt, la batalla de Abukir en Egipto o los sucesos del 18 y 19 brumario del año VIII, completando el trabajo hecho al aguafuerte por Duplessi-Bertaux para la Collection complète des tableaux historiques de la Révolution française, 1802.
Su firma se encuentra también en numerosas ilustraciones de obras literarias, como Las aventuras de Telémaco de Fénelon, en la edición de Didot jeune, hecha en París en 1790, en la que le corresponde la estampa que presenta a Filoctetes narrando sus aventuras a Telémaco, o La pucelle, para la edición de las Obras de Voltaire de 1836, el Nuevo Testamento en latín y en francés editado por Didot (1793-1798), a partir de los dibujos de Jean-Michel Moreau y aguafuertes de Antoine-Cosme Giraud, o las Oeuvres de Virgilio traducidas al francés por el abad des Fontaines, París, 1796.